# Ischyodus
Ischyodus is een soortenrijk geslacht van uitgestorven draakvissen die voorkwamen van het Midden-Jura tot het Paleoceen. Er zijn ten minste zestien soorten benoemd.

## Kenmerken
Soorten uit dit geslacht vertoonden grote gelijkenis met de hedendaagse draakvis (Chimaera monstrosa). Deze carnivore vissen hadden dezelfde kenmerken, zoals grote ogen, samengetrokken lippen, grote rugvin, waaiervormige borstvinnen en zweepvormige staart. Aan de voorzijde van de rugvin droegen ze ook de stekel die bij de huidige soorten verbonden is met een gifklier ter verdediging tegen roofdieren. De staart zou zeer dun en onderontwikkeld ten opzichte van zijn lichaam zijn geweest. De grote kop had waarschijnlijk een puntige snuit. In de onderkaak bevonden zich twee rijen ruitvormige tanden. Het lichaam was lang en eindigde in een puntige staart.

## Leefwijze
Waarschijnlijk leefden deze vissen op grotere diepten, waar het zonlicht niet meer doordrong. Het waren geen snelle zwemmers, en ze maakten jacht op zieke en stervende vissen of achtergelaten prooien van andere zeedieren die naar de bodem van de oceaan zonken.

## Vondsten
Vondsten zijn gedaan in Europa, met name Engeland, Frankrijk en Duitsland, maar ook in Nieuw-Zeeland.